# Antwerpse polyglotbijbel

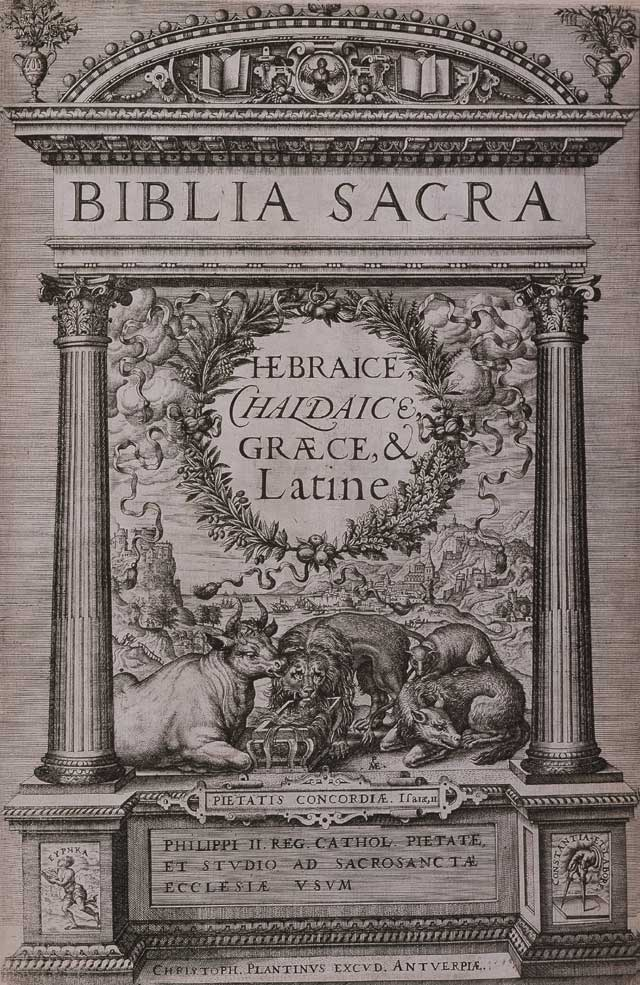
Frontispice van de bijbel. Werk van de prentkunstenaar Pieter van der Heyden. De tekst is: 'Biblia Sacra in het Hebreeuws, Aramees, Grieks en Latijn; tot stand gekomen dankzij de vroomheid en goedgunstigheid van Filips II, de katholieke koning, tot nut van de heilige kerk '. Dit is feitelijk de titelpagina behorende bij het eerste deel. Het Syrische Nieuwe Testament maakt onderdeel uit van het vijfde deel. Ieder deel had een eigen gecomprimeerde titelpagina.

De Antwerpse polyglotbijbel ook wel  Biblia polyglotta of Biblia regia (Koningsbijbel), volledige titel Biblia sacra Hebraice, Chaldaice, Graece, & Latine, was de tweede van de in totaal vier grote  polyglotbijbels die in de zestiende en zeventiende eeuw in Europa werden gedrukt.  De eerste was de de Complutensische polyglotbijbel (1514 -1517). De derde en vierde waren de de Parijse polyglotbijbel (1629-1645) en de Londense polyglotbijbel (1654-1657).

## Achtergrond
Vanaf 1565 had Christoffel Plantijn het voornemen een nieuwe gecorrigeerde editie van de Complutensische polyglotbijbel uit te brengen. Het zou zijn naam als een van de belangrijkste drukkers in Europa bevestigen. Er was echter ook nog een andere reden. Hij werd opnieuw verdacht van geheime activiteiten, waaronder het mogelijk maken van het drukken van reformatorisch materiaal, het voor een drukker meest lucratieve deel van de boekenmarkt. . 
Na de Beeldenstorm van 1566 en de daar op volgende strafmaatregelen van  Alva was het van belang een positie te verwerven waarin hij in de gunst van koning Filips II zou staan. 
Hij zocht naar een constructie waarin Filips II de opdrachtgever zou zijn voor de te drukken polyglotbijbel. Dat proces liep vooral via Gabriel de Zayas, de secretaris van de koning met wie Plantijn een uitgebreide briefwisseling onderhield. Filips II ging akkoord met zijn rol als opdrachtgever en belastte Benito Arias Montano met de supervisie over het gehele project. De overeenkomst was dat de koning een bedrag van 12.000 guldens voor het project beschikbaar stelde. Hij zou van Plantijn 129 exemplaren op papier ontvangen en 13 op vellum. Voor de exemplaren op vellum waren 21.096 vellen nodig. De kostprijs voor een volledige bijbel op vellum bedroeg 4200 gulden. Van dat bedrag kon men in die tijd in Antwerpen een fraai pand kopen. Filips gaf Plantijn hiernaast een monopolie op alle gedrukte Spaanstalige liturgische boeken, zoals missalen en brevieren. Plantijn ontving van de koning ook de titel Koninklijke Typograaf. Ook voor de Nederlanden verwierf Plantijn het alleenrecht om missalen te drukken, zoals het Missale Romanum. 
Het project bracht Plantijn in ernstige financiële moeilijkheden. De subsidie van 12.000 gulden was gebaseerd op een aanname van Plantijn dat de bijbel in zes delen uitgebracht zou worden. De acht delen die het werden bevatten ook per deel meer pagina's dan in de zes door Plantijn oorspronkelijk beoogde. De bijbel bevatte in de uiteindelijke versie 7000 pagina's. Oorspronkelijk had Filips II een aantal van zes op vellum gedrukte bijbels geëist. Enige tijd later werd dat verhoogd naar dertien. Er werd wel een verhoging van de subsidie beloofd, maar die was volgens Plantijn volstrekt ontoereikend om de meerkosten te financieren. Ook de betalingen van Filips II voor het liturgisch materiaal kwamen zelden op tijd en soms ook helemaal niet.  
Het maken van de bijbel nam vier jaar in beslag. Van 1568, het jaar van de aankomst van Arias Montano in Antwerpen tot 1572. Er werden 1200 papieren exemplaren gedrukt. De duurste papieren versie van de bijbel zonder boekband kostte een bedrag van 200 gulden. Dat was meer dan een jaarsalaris van een goed geschoolde ambachtsman. Andere uitvoeringen van de bijbel hadden zonder boekband een winkelprijs van 100 of 80 gulden. Het grootste deel van de bijbels had een prijs van 70 gulden. De goedkoopste versie van inbinden had een prijs van vier gulden per deel. De in 1572 uitgebroken oorlog in de Nederlanden en de economische crisis als gevolg daarvan hadden als gevolg dat de verkoop van de bijbel traag verliep. Na zes, zeven jaar was pas ongeveer de helft van het deel van de oplage bestemd voor de commerciële markt verkocht. Plantijn probeerde partijen van honderden exemplaren aan te bieden. Een koopman uit Antwerpen nam een partij van 400 exemplaren over en gaf daarvoor Plantijn een krediet van 17.000 gulden. Enkele jaren later nam Plantijn de onverkochte exemplaren terug en betaalde de resterende schuld en rente.  
Van de 1200 exemplaren zijn er voor zover bekend 452 bewaard gebleven. Daarvan zijn er 210 papieren exemplaren geheel compleet met alle acht delen. De resterende zijn incompleet. Van de dertien op vellum gedrukte exemplaren zijn er 11 bewaard gebleven, waarvan 8 geheel compleet. Prins Willem van Oranje schonk een exemplaar van de Biblia Regia als eerste boek aan de Universiteitsbibliotheek Leiden. Het werd beschouwd als het fundamentum locans futurae aliquando bibliothecae, 'het bepalend fundament voor de toekomstige bibliotheek'. De prins had nog een exemplaar, bestemd voor zijn eigen persoonlijke bibliotheek. Na de moord op de prins werd een groot deel van zijn bezittingen geveild, waaronder deze bijbel. Het is onbekend wie de eigenaar werd. Op een niet vast te stellen tijdstip kwam dat exemplaar vervolgens in het bezit van de Stadsbibliotheek Haarlem. Dat moet tussen de datum van de oprichting van de bibliotheek (1596) en de datum van het verschijnen van de gedrukte catalogus (1672) zijn. Ook in de librije van Enkhuizen, de librije van Alkmaar, de librije van Gouda en de stadsbibliotheek van Maastricht zijn volledige exemplaren van de Antwerpse polyglotbijbel aanwezig.

## De positie van de Vulgaat

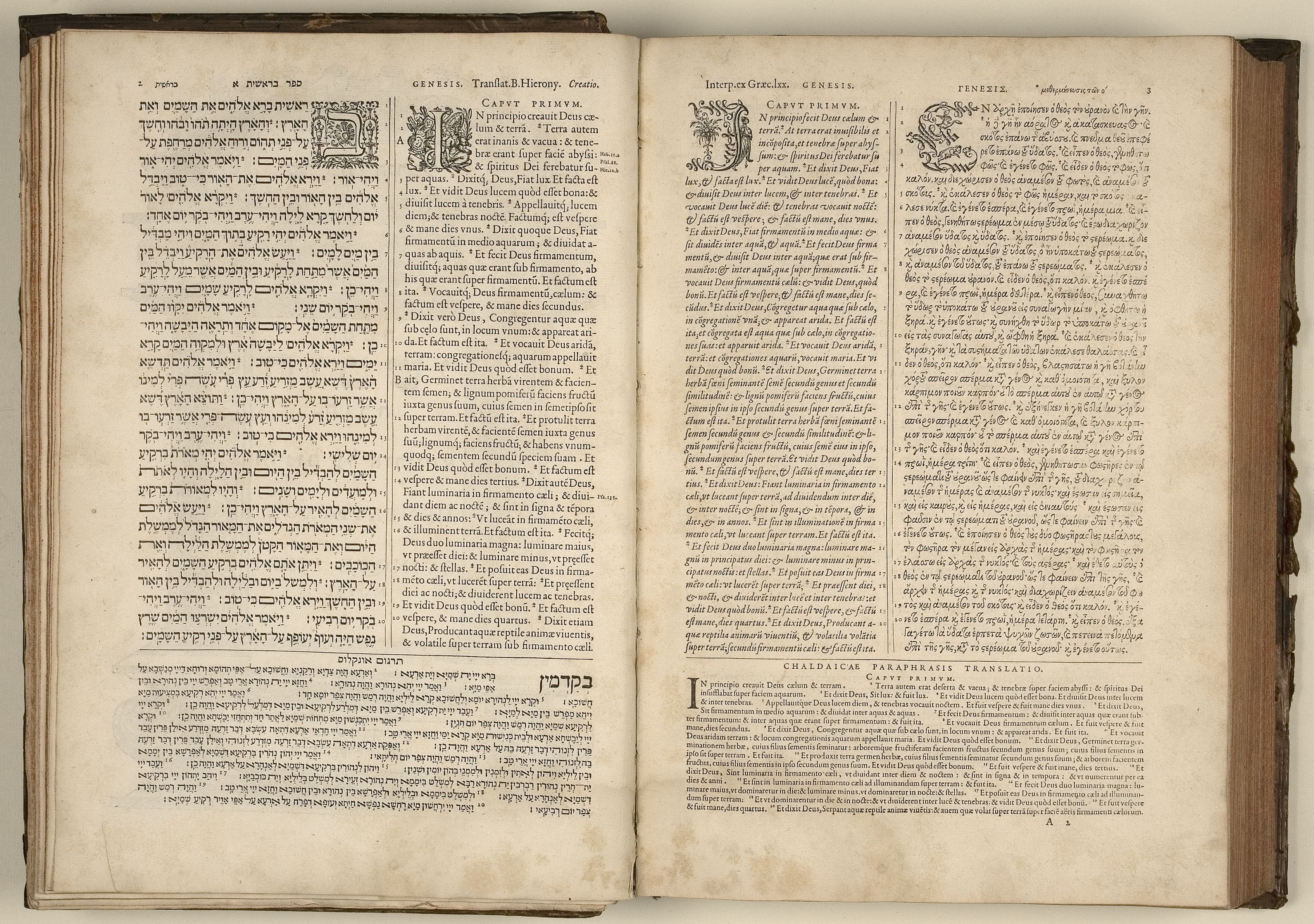
Het begin van Genesis. Linker pagina: Links de tekst in het Hebreeuws, daarnaast de tekst van de Vulgaat. Onderaan de tekst in het Aramees. Rechter pagina: Rechts de Griekse tekst van de Septuagint, links daarvan een Latijnse vertaling. Onderaan een Latijnse vertaling van het Aramees op de linkerpagina

Al tijdens het proces van de Complutensische polyglotbijbel (1514-1517) had de positie van de Vulgaat tot grote discussies geleid binnen het team van redacteuren. Ook toen was bij een aantal geleerden de opvatting aanwezig dat de tekst van de Vulgaat dringend gecorrigeerd en verbeterd diende te worden. Het was voor hen duidelijk dat met name de tekst van het Oude Testament herziening behoefde. Het primaat van de Vulgaat bleef echter toen overeind. In de decennia na het publiceren van de Complutensische polyglotbijbel in 1520 waren nieuwe publicaties verschenen die verder duidelijk maakten dat er grote discrepanties waren tussen de Hebreeuwse versie van het Oude  Testament en die tekst in de Vulgaat.  Daaronder een publicatie van Sante Pagnini in 1528 met een letterlijke Latijnse vertaling van het Hebreeuws van het Oude Testament die deze discrepanties overduidelijk aantoonde.
In een brief aan Gabriel de Zayas van eind 1566 ging Plantijn uit van een project van een Bijbel in vier talen Hebreeuws, Aramees en Grieks met een vertaling in het Latijn van ieder van die talen. Dat wijst op een opvatting waarbij de Vulgaat geen deel uit zou maken van de nieuwe polyglotbijbel. Begin 1568 wordt duidelijk dat zijn schoonzoon, Franciscus Raphelengius een versie gereed  had gemaakt voor drukken  van de vertaling uit 1528 van Sante Pagnini van het Oude Testament. Dat kan geen andere reden hebben dan het uitsluiten van de Vulgaat in de nieuwe bijbel. Ook Arias Montano schijnt bereid geweest te zijn tot het niet opnemen van de Vulgaat. Filips II gaf echter in een zeer boze brief het bevel dat de positie van het primaat van de Vulgaat in de nieuwe bijbel dezelfde diende te zijn als in de Complutensische bijbel.  

## De bijbel

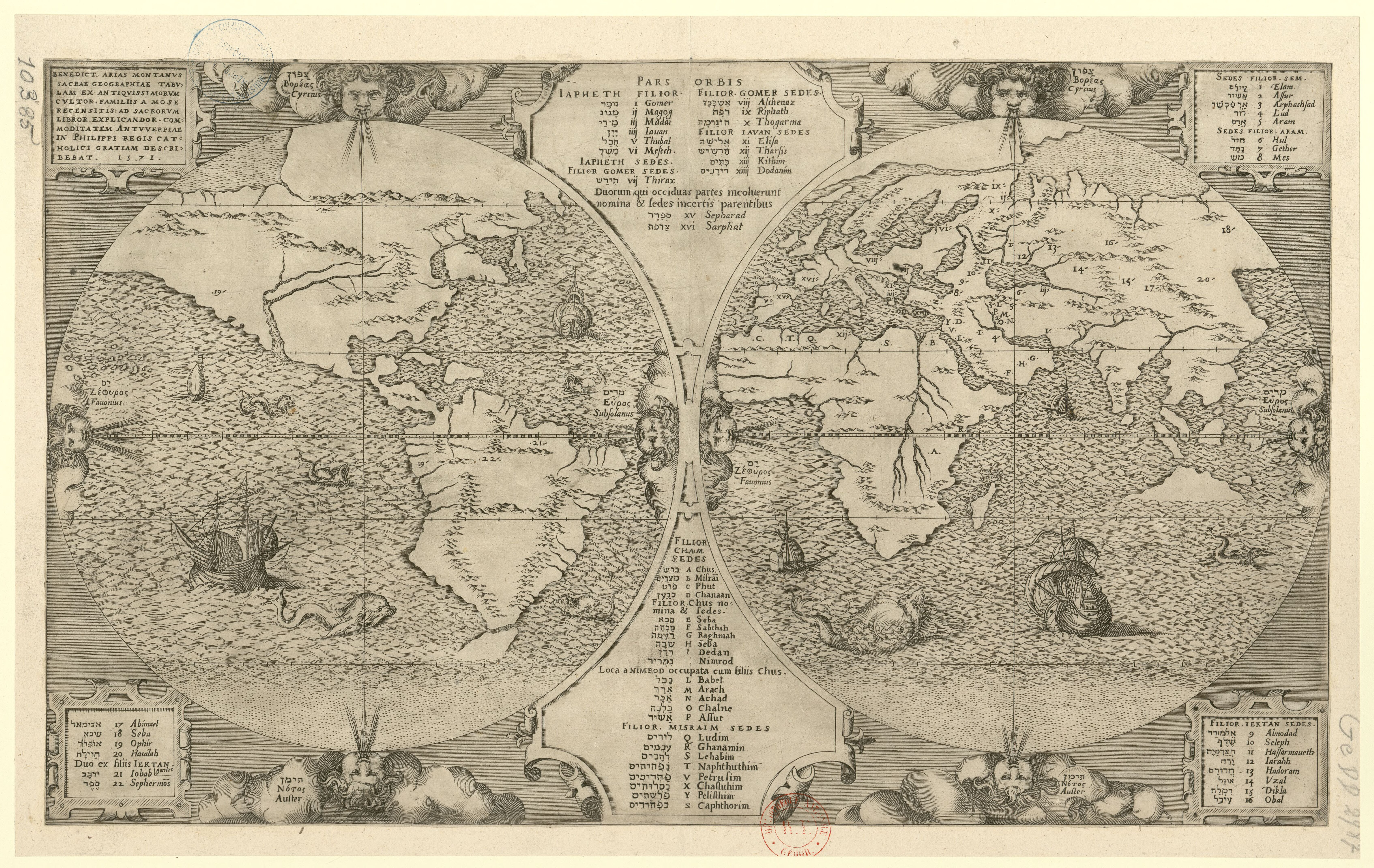
De wereldkaart van Montano in deel acht. Op de kaart zijn in het gebied van globaal het zuiden van Californië en Zuid-Amerika de cijfers 19, 21 en 22 vermeld. Dat waren volgens Montano de vestigingsplaatsen van joden die na de zondvloed naar dit continent waren gemigreerd. De twee plaatsen vermeld als 19 benoemt Montano als Ofir. Het waren midden zestiende eeuw ook de enige locaties waar iets van een Spaanse aanwezigheid was. Montano identificeerde het bijbelse Ofir waar goud vandaan kwam met het Peru van de Nieuwe Wereld. Daarbij verwijst hij naar 2 Kronieken 3:6 waar koning Salomo de tempel laat bouwen en waarvoor het goud kwam uit Parvaim. Met veel filologische acrobatiek kwam Montano tot de conclusie dat het bijbelse Parvaim in wezen het 'dubbele Peru' of 'de twee Peru's' betekent die verbonden worden door een landengte (Midden-Amerika). Op de kaart werd Portugal bewoond door de Hebreeuwse stam van de Tubal terwijl Spanje benoemd wordt als "Sepharad” dat de naam voor Spanje in het Hebreeuws is. Er wordt tot uitdrukking gebracht dat Spanje in de vroegste tijden bewoond werd door Sefardische Joden

De bijbel werd uitgebracht in acht delen. De eerste vier bevatten het Oude Testament in vier talen. Hebreeuws, Aramees, Grieks en Latijn. Veel van de tekst van de Antwerpse bijbel was gebaseerd op die van de Complutensische bijbel. Dat gold voor het grootste deel van de Hebreeuwse tekst, de Septuagint en de Aramese targoem van Onkelos. Het Hebreeuws werd iets verbeterd op basis van de rabbijnenbijbel van Daniel Bomberg van 1524. Er werd materiaal uit andere targoems aan toegevoegd. 
Het vijfde deel was het Nieuwe Testament met onder meer een versie daarvan in het Syrisch, een vertaling  daarvan in het Latijn en een transliteratie van de Syrische tekst in het Hebreeuws alfabet. Het Griekse Nieuwe Testament was aangepast op basis van de vierde editie van Erasmus uit 1527. Het zesde en zevende deel bevatte het kritisch apparaat met onder meer een aantal Syrische grammatica's en woordenboeken waaronder die van Andreas Masius. Arias Montano liet zijn eigen twijfels over de Vulgaat blijken door hier de vertaling van Sante Pagnini van het Oude Testament op te nemen alsmede zijn eigen interlineaire Latijnse vertaling van het Nieuwe Testament. 
Het achtste deel bevat een aantal studies en essays van Arias Montano. Die handelen onder meer over verborgen waarheden in de bijbel, oude klerikale kledij en de opbouw en maatvoering van de Joodse tempel. Arias Montano was bevreesd dat de ontdekking van Amerika de autoriteit van de bijbel zou ondermijnen. Hij trachtte in dit deel ook aan te tonen dat de auteurs van het Oude Testament reeds op de hoogte waren van het bestaan van het continent. Daarbij ging hij ervan uit dat de oorspronkelijke bewoners van Amerika afstamden van joden die na de zondvloed via een landbrug naar Amerika waren gemigreerd. Hij liet voor dit deel kaarten maken waarbij aan locaties in Amerika bijbelse namen werden gegeven.

## Pauselijke goedkeuring
De wetenschappelijke arbeid was in 1571 voltooid. Arias Montano zond de inleidingen naar de theologische faculteiten van de universiteiten van Leuven en Parijs. Er was daar wel enige weerstand tegen een aantal aspecten, maar niet in die mate dat dit tot een afkeuring leidde. Er was in de Nederlanden overigens wel verzet. Wilhelmus Lindanus, de eerste bisschop van Roermond, sprak zich fel uit tegen wat hij zag als het ondermijnen van het primaat van de Vulgaat
In Rome werd het werk niet gunstig ontvangen. Paus Pius V verweet Arias Montano dat hij de Latijnse versie van Sante Pagnini teveel ruimte had gegeven en het primaat van de Vulgaat onvoldoende had doen uitkomen. Daarnaast waren er verwijten over een teveel aan verwijzingen naar de Talmoed en meer in het algemeen een overdreven ruim gebruik van joodse bronnen.  Veel van dit soort verzet richtte zich ook op een aantal redacteuren in het team die de bijbel samenstelde. Met name de aanwezigheid daarin van Andreas Masius werd soms als schokkend beschreven.  Begin 1572 melddde de paus zijn goedkeuring niet te kunnen geven. Arias Montano vertrok hierop zo snel mogelijk naar Rome, maar de paus overleed op  1 mei dat jaar. Filips II oefende druk uit op zijn opvolger paus Gregorius XIII die later dat jaar zijn goedkeuring verleende met een voorbehoud voor het deel van het kritisch apparaat. Die goedkeuring had een relatie met de steun die de paus van Filips II wilde voor de strijd tegen de Turken.
In Spanje was Leon de Castro, hoogleraar aan de universiteit van Salamanca, de grootste tegenstander. Zijn dispuut met Arias Montano leidde tot een onderzoek van de Spaanse inquisitie wegens veronderstelde ketterij. Arias Montano moest in 1576  voor de rechtbank van de inquisitie verschijnen. De inquisiteur Juan de Mariana concludeerde dat er grote fouten waren gemaakt, maar ook gezien het feit dat de bijbel al gedrukt en verspreid was, werd er verder geen actie ondernomen. Het proces tegen Arias Montano werd pas in 1580 gesloten.